# George Cloutier
George Cloutier (16 de julio de 1876 - 20 de abril de 1946) era un jugador canadiense de lacrosse quien compitió en los Juegos Olímpicos de San Luis 1904.
Fue miembro del equipo de Shamrock Lacrosse Team donde ganó la medalla de oro en dicha competencia.